# Сан-Педро (округ)
Округ Сан-Пе́дро (ісп. San Pedro) — адміністративно-територіальна одиниця 2-ого рівня у провінції Буенос-Айрес в центральній Аргентині. Адміністративний центр округу — Сан-Педро (ісп. San Pedro).
Населення округу становить 59036 осіб (2010). Площа — 1322 кв. км.

## Історія
Округ заснований у 1784 році.

## Населення
У 2010 році населення становило 59036 осіб. З них чоловіків — 29066, жінок — 29970.

## Політика
Округ належить до 2-ого виборчого сектору провінції Буенос-Айрес.